# Clairvaux-les-Lacs
Clairvaux-les-Lacs település Franciaországban, Jura megyében. Lakosainak száma 1428 fő (2022. január 1.). Clairvaux-les-Lacs Vertamboz, Barésia-sur-l’Ain, Boissia, Châtel-de-Joux, Cogna, La Frasnée, Hautecour és Soucia községekkel határos.

## Népesség
A település népességének változása:
| Lakosok száma | 1380 | 1432 | 1361 | 1512 | 1439 | 1438 | 1451 | 1435 | 1427 | 1428 |
|               | 1968 | 1982 | 1990 | 2006 | 2013 | 2015 | 2017 | 2019 | 2020 | 2022 |